# Yvona Brzáková
Yvona Brzáková (Levoča, 23 aprile 1956) è un'ex tennista cecoslovacca.

## Carriera
Durante la IX Universiade ha vinto la medaglia d'argento in coppia con Renáta Tomanová, nei tornei dello Slam si è avventurata fino al terzo turno sulla terra rossa del Roland Garros 1983 dove è stata sconfitta dall'ungherese Andrea Temesvári.
Nel circuito principale ha raggiunto tre finali nel doppio con altrettante diverse compagne, è riuscita a trionfare al WTA Austrian Open 1982 insieme alla connazionale Kateřina Skronská.
In Fed Cup ha giocato due partite con la Cecoslovacchia ottenendo due successi, entrambi nel doppio in coppia con Iva Budařová.

## Statistiche

### Doppio

#### Vittorie (1)
| Numero | Data           | Torneo                       | Superficie  | Compagna          | Avversarie in finale         | Punteggio |
| 1.     | 25 luglio 1982 | WTA Austrian Open, Kitzbühel | Terra rossa | Kateřina Skronská | Jill Patterson Courtney Lord | 6-1, 7-5  |

#### Finali perse (2)
| Numero | Data             | Torneo                      | Superficie     | Compagna          | Avversarie in finale           | Punteggio |
| 1.     | 21 gennaio 1980  | Avon Futures of Utah, Ogden | Cemento indoor | Rosalyn Fairbank  | Sherry Acker Mary Carillo      | 6-1, 6-2  |
| 2.     | 1º febbraio 1982 | Avon Futures of Utah, Ogden | Cemento indoor | Marcela Skuherská | Iva Budařová Catherine Tanvier | 6-3, 6-2  |